# واپن‌فلد
واپن‌فلد (به هلندی: Wapenveld) یک منطقهٔ مسکونی در هلند است که در هیرده واقع شده‌است. واپن‌فلد ۶٬۰۸۰ نفر جمعیت دارد.